# Atlante (fonds)
Pour les articles homonymes, voir Atlante.
Atlante est un fonds d'investissement italien chargé de recapitaliser les banques italiennes en difficulté. Ses principaux actionnaires sont les banques italiennes. 

## Histoire
Le fonds Atlante est créé en avril 2016. Le fonds est prévu dès le départ pour être financé à 1 milliard par Unicredit, de même par Intesa Sanpaolo, à 1 milliard par les assureurs Generali, Unipol et Cattolica Assicurazioni, à plus de 500 millions par Cassa depositi e prestiti, ainsi qu'à 500 millions par différentes fondations bancaires italiennes.
Dès avril 2016, Banca Popolare di Vicenza est repris par Atlante, après l'échec d'une introduction en bourse de 1,76 milliard d'euros, pour laquelle Atlante s'est porté garant,.
Dès juillet 2016, un fonds parallèle à Atlante est envisagé pour financer la restructuration de Monte dei Paschi di Siena,.
En mars 2017, Banca Popolare dell'Emilia Romagna annonce la reprise de CariFerrara pour 1 € symbolique. Cette opération est cependant conditionnée à la reprise préalable par le fonds Atlante de 380 millions de crédits douteux de CariFerrara et à une augmentation du capital de CariFerrara de 240 millions. Par cette acquisition, Banque Populaire d'Emilie Romagne acquiert une centaine d'agences.
En juin 2017, le gouvernement italien annonce la reprise des activités saines de Banca Popolare di Vicenza et Veneto Banca par Intesa Sanpaolo pour 1 € symbolique, soutenue de manière non précise par l'État italien à hauteur de 4,785 milliards d'euros. Les obligations et crédits définis comme douteux seront regroupés dans une bad bank garantie par l'État italien à hauteur de 12 milliards d'euros,.